# Aina Calvo Sastre
Aina Calvo Sastre (Palma, 1969) és una política mallorquina del PSIB-PSOE i Batlessa de Palma des del 16 de juny de 2007 fins a l'11 de juny de 2011. Ha publicat diversos llibres i articles sobre l'educació ambiental, interpretació del patrimoni, oci i animació sociocultural.

## Biografia
Va néixer a Palma el 13 de maig de 1969. Filla d'un pare militar de Palència i d'una mare mestressa de casa mallorquina, passà gran part de la seva infància a Saragossa, des del 1975 al 1983.
Presidenta del Consell de la Joventut de les Illes Balears entre 1990 i 1992, és doctora en Ciències de l'Educació, amb la menció de Doctora Europea per la Universitat de les Illes Balears, amb la tesi doctoral sobre la incidència dels videojocs en els joves de Mallorca (1997). És professora al Departament de Pedagogia Aplicada i Psicologia de l'Educació a la Universitat de les Illes Balears des de l'any 2000, va exercir de professora visitant a la Universitat de Strathclyde de Glasgow durant l'any 1998.
Va ser diputada pel Grup Parlamentari Socialista al Parlament de les Illes Balears (2003-2004), diputada del Grup Parlamentari Socialista al Congrés dels Diputats i subdirectora general de Cooperació i Promoció Cultural de l'Agència Espanyola de Cooperació Internacional del Ministeri d'Afers Exteriors i de Cooperació. A les eleccions municipals espanyoles de 2007, el PP perdé la majoria absoluta a l'Ajuntament de Palma. Després dels comicis, el PSOE va tancar un acord de governabilitat amb el Bloc per Palma i amb Unió Mallorquina. Dia 16 de juny de 2007, Aina Calvo fou elegida, amb al suport dels dos regidors del Bloc per Palma i dels dos regidors d'Unió Mallorquina, nova batllessa de Palma. D'aquesta forma, Aina Calvo succeïa en el càrrec a la representant del Partit Popular Catalina Cirer.